# Низ, Даниэль де
Даниэль де Низ (англ.  Danielle de Niese; род. 11 апреля 1979, Мельбурн) — американская оперная певица (сопрано), родилась в Австралии.

## Биография
Потомок бюргеров — детей шри-ланкийцев от смешанных браков с голландцами, её будущие родители подростками приехали в Австралию из Шри-Ланки. В 1988 году стала самой молодой победительницей австралийской телевизионной программы Время молодых талантов. В 1990 семья переехала в Лос-Анджелес. Даниэль окончила подготовительную школу (перед колледжем) в Санта-Монике, а затем школу музыки, танца и драмы Colburn School при Лос-Анджелесском музее современного искусства. В 15 лет дебютировала на сцене Лос-Анджелесской оперы, стала регулярно выступать в телевизионной программе Дети Лос-Анджелеса и получила в 16 лет премию Эмми.
В 1998 году впервые выступила в Метрополитен-опере, спев Барбарину в Свадьбе Фигаро, поставленной Джонатаном Миллером с оркестром под руководством Джеймса Ливайна. После этого она была тут же приглашена на главную роль в опере-балете Равеля Дитя и чары на сцене Мет. Позднее пела на той же сцене Клеопатру в Юлии Цезаре (2007) и Эвридику в Орфее и Эвридике (2009).
Считается одной из красивейших оперных див. Муж — Гас Кристи, внук Джона Кристи, нынешний директор Глайндборнского оперного фестиваля. Супруги живут в Глайндборне (Суссекс).

## Творчество
Известна партиями в операх Монтеверди (Коронация Поппеи), Ж.-Ф.Рамо (Галантная Индия), Глюка, Генделя и Моцарта. На концертах исполняет также арии из опер Перголези, Доницетти, Россини, Пуччини, Делиба, пела в кантатах Баха, исполняла вокальные сочинения Доуленда, Гершвина, Лоу. Выступает в операх современных композиторов (Робин де Раафф). Сотрудничает с крупнейшими дирижёрами и коллективами (Нью-Йоркский филармонический оркестр, Кливлендский оркестр, Николаус Арнонкур, Академия Святого Мартина в полях, Тревор Пиннок и The English Concert, Уильям Кристи и Процветающие искусства, Il Giardino Armonico, Инго Метцмахер), с известными солистами (Рене Флеминг, Чечилия Бартоли, Андреас Шолль).

## Де Низ в кино
Сыграла и спела роль Беатриче в фильме Ганнибал. Её саундтрек Vide Cor Meum (на стихи из Новой жизни Данте) использован также в фильме Ридли Скотта Царство небесное.

## Признание
Prix d’Amis Нидерландской оперы. Echo Award (2008), Orphee d’or Академии оперных записей (2008) за диск Арии Генделя (2007).